# Alone in the Dark (2005)
Alone in the Dark is een Amerikaanse horrorfilm uit 2005 onder regie van Uwe Boll. Het verhaal is gebaseerd op het gelijknamige computerspel. De productie heeft niets te maken met de gelijknamige film uit 1982, met Jack Palance.
De film is een direct vervolg op het laatste deel uit de serie computerspellen, maar het bevat een aantal verhaallijnen die in strijd zijn daarmee. Net als Bolls vorige poging om een computerspel te verfilmen (House of the Dead) werd ook Alone in the Dark door vrijwel alle critici afgekraakt. Boll zelf werd genomineerd voor de Razzie Award voor slechtste regie en Tara Reid voor die voor slechtste actrice.

## Rolverdeling
| Acteur                    | Personage            |
| ------------------------- | -------------------- |
| Christian Slater          | Edward Carnby        |
| Tara Reid                 | Aline Cedrac         |
| Stephen Dorff             | Cmdr. Richard Burke  |
| Frank C. Turner           | Sam Fischer          |
| Matthew Walker            | Prof. Lionel Hudgens |
| Will Sanderson            | Agent Miles          |
| Mark Acheson              | Captain Chernick     |
| Darren Shahlavi           | John Dillon          |
| Karin Konoval             | Sister Clara         |
| Kwesi Ameyaw              | Deputy Adams         |
| Catherine Lough Haggquist | Krash                |
| Ed Anders                 | James Pinkerton      |
| Sarah Deakins             | Linda                |
| Donna Lysell              | Sarah Fischer        |
| Rebekah Postey            | Sophie               |